# Zwei-Klassen-Medizin
„Zwei-Klassen-Medizin“ ist ein negativ besetztes politisches Schlagwort. Es bezeichnet ein Gesundheitssystem, in dem die Güte der medizinischen Versorgung davon abhängt, ob der Patient in der gesetzlichen oder einer privaten Krankenversicherung versichert ist. Verwendet werden auch die Begriffe Kassenpatient und Privatpatient, wobei letzterer auch  gesetzlich versichert sein kann und die Zusatzkosten für eine Privatbehandlung selbst trägt.

## Diskussion in Deutschland
In der politischen Diskussion in Deutschland wird der Begriff (von unterschiedlichen Interessengruppen) häufig für den unterschiedlichen Leistungsanspruch der gesetzlich krankenversicherten (GKV) im Vergleich zu privat krankenversicherten (PKV) Patienten verwendet. Privatversicherte, so die Argumentation, hätten dadurch eine bessere medizinische Versorgung und kürzere Wartezeit auf Arzttermine.
Auch die laut verschiedenen statistischen Erhebungen unterschiedliche Lebenserwartung von gesetzlich und privat versicherten Patienten wird als Beleg für die negativen Auswirkungen einer Zwei-Klassen-Medizin ins Feld geführt. So wird eine gesetzlich krankenversicherte Frau im Durchschnitt 83 Jahre alt, eine Frau, die in einer PKV versichert ist, 87,72 Jahre. Männliche Privatpatienten haben eine durchschnittliche Lebenserwartung von 84,5 Jahren, Versicherte einer GKV eine durchschnittliche Lebenserwartung 78,4 Jahre.
Ein kausaler Zusammenhang („Weil du arm bist, musst du eher sterben.“), ist aber nicht zwingend. So sind wohlhabendere Bevölkerungsgruppen, die tendenziell privat versichert sind, oft auch gebildeter und verhalten sich deshalb auch gesundheitsbewusster, was sich wiederum positiv auf ihre Lebenserwartung auswirken kann.
Demgegenüber steht die These von Bernd Kalvelage, basierend auf Falldarstellungen: Der Medizinbetrieb sei – wie die Schule (siehe Pisa-Studie) – sozial selektiv, sei mit seinen Leitlinien und in der Praxis auf Patienten der Mittel- und Oberschicht eingestellt, die unteren sozialen Schichten würden von den Angeboten oft nicht erreicht, Nichtverstehen komplexer medizinischer Sachverhalte werde oft als „Incompliance“ des Patienten abgetan, gleichzeitig fehle es dieser Patientengruppe am ansonsten beklagten „Anspruchsdenken“. Nötig sei ein Perspektivwechsel in der Medizin von ´von oben herab` nach ´von unten her` („instant social descent“), was unter „Klassenmedizin“ mit konkreten (Be-)Handlungs-Empfehlungen beschrieben und für die zukünftige Arztausbildung einfordert wird.
Im Gegensatz zur öffentlichen Diskussion der letzten Jahre ging aus einer repräsentativen forsa-Umfrage bei 1005 Versicherten 2013 im Auftrag der IKK classic hervor, dass nur 9 Prozent der Befragten einen Trend zur „Zweiklassenmedizin“, beklagten. Die Befragung ergab zum Thema schnelle Terminvergabe und lange Wartezeiten ähnliche Ergebnisse. Zudem steht gesetzlich Versicherte mit der Kostenerstattung eine Alternative zum Sachleistungsprinzip offen. Damit gleicht der grundsätzliche Aufbau und Ablauf auch in der GKV dem der PKV, mit einer Rechnungslegung entsprechend eines Privatpatienten. Die Höhe der Erstattung ist bei gesetzlicher Kostenerstattung mit der des PKV-Basistarifs ungefähr vergleichbar, wenn sie nicht von einem GKV-Wahltarif zur erweiterten Kostenerstattung abgedeckt ist. Wird die Leistung von einem solchen Wahltarif abgedeckt, gleicht die Höhe der Erstattung sogar der eines gewöhnlichen PKV-Tarifs. Es steht gesetzlich Versicherten damit effektiv frei als Privatpatienten aufzutreten.

### Mehr-Klassen-Medizin
Teilweise wird auch von der Drei-Klassen-Medizin gesprochen, die in gesetzlich Krankenversicherte, gesetzlich Krankenversicherte mit Zusatzversicherung und Privatversicherte einteilt. In der gesetzlichen Krankenversicherung werden einerseits Leistungen ausgegrenzt (z. B. § 28 SGB V), oder auf Regelversorgungen begrenzt (z. B. Festzuschüsse beim Zahnersatz) oder durch das Wirtschaftlichkeitsgebot beschränkt. Dazu gehören alle Leistungen, die gegen das  Wirtschaftlichkeitsgebot gemäß § 12 Abs. 1 SGB V verstoßen, die also die Kriterien der Sachleistung überschreiten. Der Wortlaut des § 12 Abs. 1 SGB V lautet hierzu:

„Die Leistungen müssen ausreichend, zweckmäßig und wirtschaftlich sein; sie dürfen das Maß des Notwendigen nicht überschreiten. Leistungen, die nicht notwendig sind, können Versicherte nicht beanspruchen, dürfen Leistungserbringer nicht bewirken und die Krankenkassen nicht bewilligen.“

Privatversicherte können wiederum unterteilt werden in
- Private Teilversicherung für Beihilfeberechtigte (Beamtenrecht)
- Private Krankenvollversicherung für Arbeitnehmer mit Einkommen über der Versicherungspflichtgrenze
- Private Krankenvollversicherung für Selbständige
- Versicherte im Basistarif
- Versicherte im nur für bestimmte, vom Gesetzgeber definierte Personengruppen geöffneten Standardtarif
- Versicherte im Notlagentarif
- die private studentische Krankenversicherung

Die Leistungsumfänge der genannten Privatversicherungen sind äußerst unterschiedlich, woraus eine „Mehr-Klassen-Versicherung“ und daraus folgender „Mehr-Klassen-Medizin“ resultiert. Nicht nur Wohlhabende („Besserverdienende“) sind privat krankenversichert:
- 42,2 % der privat Krankenversicherten sind Beamte[4], davon sind 17,5 % Pensionäre
- 07,5 % sind Rentner
- 19,9 % sind sonstige Nichterwerbstätige[5][6] (inkl. Kinder)
- 15,7 % sind Selbständige. Der Status des Selbständigen impliziert noch kein hohes Einkommen.
- 11,6 % sind Arbeitnehmer (inkl. auch ein Teil Angestellte des öffentlichen Dienstes)
- 02,9 % sind Studenten
- Der Basistarif entspricht dem Leistungsumfang der gesetzlichen Krankenversicherung.

Insgesamt sind gut 9 Millionen Personen privat krankenversichert (11,3 %). Die Zahl der privaten Krankenzusatzversicherungen beträgt 22,6 Millionen, davon 13,3 Millionen Zahnzusatzversicherungen.
Der korrekte Überbegriff gegenüber dem Kassenpatienten mit Sachleistungsanspruch wäre „Selbstzahler“, denn alle privat beanspruchten ärztlichen und zahnärztlichen Leistungen sind zunächst selbst vom Patienten zu bezahlen. Dessen Erstattungsanspruch hängt von der Art seiner privaten Krankenversicherung und dem gewählten Tarif ab.

## Diskussion in Österreich
In Österreich dreht sich die Debatte um die Sonderklasse-Patienten (Privatpatienten), also diejenigen Versicherungsnehmer, die eine freiwillige Zusatzversicherung zur gesetzlichen Pflichtversicherung abgeschlossen haben. Es handelt sich hierbei um etwa 12 % der Bevölkerung.
Nach langer Diskussion in Österreich, die auch die Medien beschäftigte, ist ein KAKuG-Novelle im Gesetzgebungsverfahren. Krankenhäuser sollen in Zukunft in ganz Österreich ein verpflichtendes, transparentes Wartezeiten-Management führen. Das Wartelistenregime kommt für Fächer mit einer besonders hohen Anzahl an planbaren Eingriffen:
- Augenheilkunde und Optometrie
- Orthopädie, orthopädische Chirurgie
- Neurochirurgie.

Anonymisiert wird in Zukunft ersichtlich sein, wie lange man in einem Spital auf eine gewisse Operation warten muss. Auch die Sonderklasse-Patienten müssen ersichtlich gemacht werden. Innerhalb von acht Monaten nach Beschlussfassung muss das Wartezeitmanagement umgesetzt werden. Das transparente Wartezeitmanagement soll eine effiziente Maßnahme gegen eine 2-Klassen-Medizin werden. Es soll ausgeschlossen werden, dass Patienten mit Sonderversicherungen vorgereiht werden.
Der Versicherungsverband Österreichs (VVO) warnte vor dem „klassenlosen Spital“ und bezeichnete Privatpatienten als „nicht wegzudenkende massive Stütze“ für das Krankenhauswesen. Als „Doppelmoral“ bezeichnete der stellvertretende Bundesobmann der angestellten Ärzte in der Österreichischen Ärztekammer (ÖÄK), Robert Hawliczek, die Empörung über die angebliche Zweiklassenmedizin bei Operationen gegen den Grauen Star. „Privat zusatzversicherte Patienten tragen mit deutlich mehr als einer Milliarde Euro jährlich entscheidend zur Finanzierung österreichischer Krankenanstalten bei“.

## Diskussion in der Schweiz
In der Schweiz wird die Zwei-Klassen-Medizin kontrovers in Fachkreisen und den Medien diskutiert. Der Gesundheitsökonom W. Oggler: „Zweiklassenmedizin hat es schon immer gegeben und wird es immer geben. Die Frage ist, auf welchem Niveau die zweite Klasse ist“.
F. Mathwig spricht sich für eine Gerechtfertigte Ungleichbehandlung aus und beruft sich auf Aristoteles, wonach Gleiches gleich, Ungleiches ungleich behandelt werden soll.